# Supernovă de tip Ib și Ic

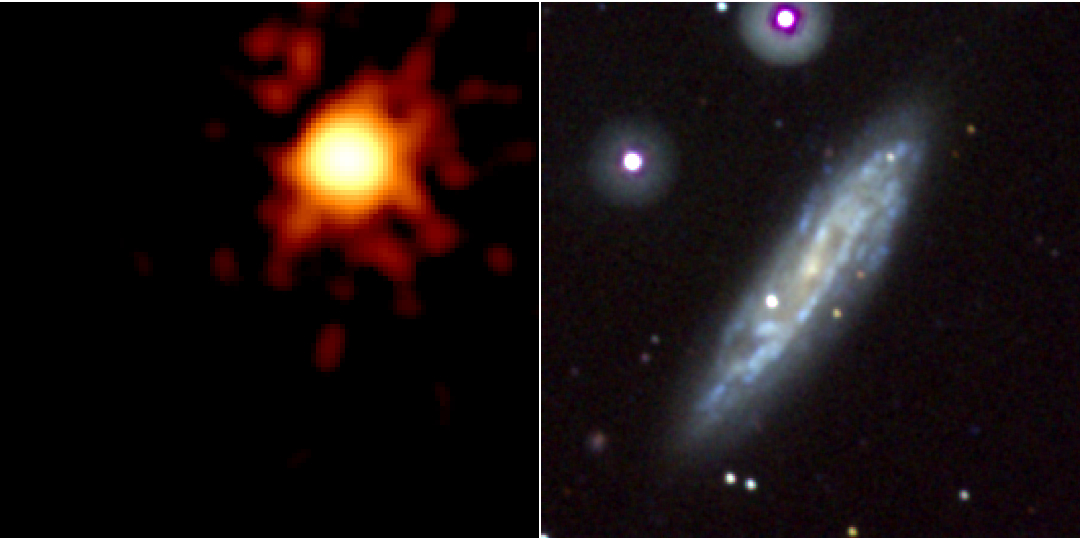
Supernova 2008D tip Ib în galaxia NGC 2770, fotografiată în raze X (stânga) și în lumină vizibilă (dreapta). NASA image.

Supernova de tip Ib și tip Ic reprezintă o categorie de explozii stelare cauzate de colapsul interior al stelelor masive. Aceste stele au pierdut (sau le-a fost luat) învelișul exterior de hidrogen, și, în comparație cu supernovele de tip Ia, nu au siliciu prezent în liniile de absorbție. Ipotetic, supernovele tip Ic diferă prin faptul ca au pierdut mai mult decât învelișul inițial, pierzând majoritatea heliului posedat.

## Spectrografie
Supernovele sunt categorisite conform schemei Minkowski⁠(d)–Zwicky bazată pe liniile de absorbție care apar în spectrul său. O supernovă este prima data categorisită ca fiind tip I sau tip II, și apoi sub-categorisită după diverse criterii. Supernovele de tip I nu au hidrogen în liniile spectrale, în contrast cu cele de tip II care au. Tipul I este divizat în Ia, Ib și Ic. În supernovele de tip Ib/Ic lipsesc linile spectrale de absorbție de silicon unic ionizat cu frecvența de 635.5 nanometri.. Pe masură ce supernovele tip Ib/Ic îmbătrânesc, încep să prezinte linii de absorbție ale unor elemente precum oxigen, calciu și magneziu. În contrast, spectrul supernovelor de tip Ia devin dominate de linii de fier.. Supernovele de tip Ic se deosebesc de cele de tip Ib prin absența în cele din urma a liniilor de heliu pe frecvența de 587.6 nm.

## Formare

Staturile unei stele masive evoluate(nu este la scară).

Înainte de a deveni supernovă, o stea masivă este organizată ca o ceapă, cu straturi de diverse elemente care fuzionează. Cel mai exterior strat este cel de hidrogen, urmat de heliu, carbon, oxigen ș.a.m.d. În momentul în care stratul exterior de hidrogen este pierdut, următorul strat este expus (heliu în principal amestecat cu alte elemente). Acest fenomen se întâmplă când stea foarte fierbinte și masivă ajunge la un punct în evoluția sa când o semnificativă parte a masei sale este pierdută datorită vântului stelar. Stelele masive (25+ mase solare) pot pierde până la 10−5 mase solare în 100.000 de ani.
Supernovele de tip Ib și Ic se presupune că sunt produse prin colapsul nucleului stelelor masive care și-au pierdut straturile exterioare de hidrogen și heliu, prin vânturi solare sau prin transfer de masă către o stea pereche. Pierderea rapidă de masa se poate întâmpla în cazul steleor de tip Wolf–Rayet⁠(d) și aceste obiecte masive prezintă o spectra unde absentează hidrogenul. Urmașii de tip Ib au ejectat majoritatea hidrogenului din atmosfera exterioară, în timp ce cei de tip Ic au pierdut atât învelișul de hidrogen cât și cel de heliu. În alte privințe mecanismele care stau în spatele formării supernovelor de tip Ib și Ic sunt similare cu cele de tip II, plasând astfel tip Ib/c între Ia și II. Datorită acestor similarități supernovele de tip Ib/c sunt numite colectiv supernove de tip Ibc.
Există dovezi că un mic procent de supernove de tip Ic pot fi cauzate de către explozii de raze gama, deși exista ipoteza ca orice supernova de tip Ib sau Ic poate fi o explozie de raze gama în funcție de geometria exploziei. În orice caz, astronomii cred ca majoritatea celor de tip Ib, și probabil cele de tip Ic, rezultă din colapsul nucleului unor stele masive lipsite de straturile externe, și nu prin scurgeri termonucleare ale piticelor albe. Datorită faptului că se formează din stele rare, foarte masive, frecvența supernovelor de tip Ib și Ic este mult mai mică decît a celor de tip II. În mod normal apar în regiuni în care se formează stele noi și nu au fost niciodată observate în galaxii eliptice.

## Curbele de lumină
Curbele de lumină (grafice ale luminozității în raport cu timpul) ale supernovele de tip Ib au forme variate, dar în unele cazuri pot fi aproape identice cu cele ale supernovelor de tip Ia. Curbele de lumină ale celor de tip Ib pot însă avea un maxim la o luminozitate mai redusă și pot fi mai roșii. În porțiunea infraroșie a spectrului, curba de lumină a unei supernove de tip Ib este similară cu cea a uneia de tip II-L. (Vezi Supernova.) Supernovele de tip Ib au de regulă viteze de scădere mai mici pentru curbele spectrale decât cele Ic.
Curbele de lumină ale supernovelor de tip Ia sunt utile pentru măsurarea distanțelor la scară cosmologică. Ele servesc drept candele standard. În ciuda similitudinii spectrelor supernovelor de tip Ib și Ic, acestea din urmă pot forma o sursă de contaminare a studiilor de supernove și trebuie înlăturate cu grijă din eșantioanele observate înainte de a face estimări ale distanțelor.